# نهر بامبانجا
نهر بامبانجا هو ثاني أكبر نهر في جزيرة لوزون في الفلبين (بجانب نهر كاغيان ) وخامس أطول نهر في البلاد. يقع في منطقة لوزون الوسطى ويعبر مقاطعات بامبانجا وبولاكان ونويفا إيسيجا .

## الطبوغرافيا
تقع منابعها في سييرا مادري وتدير مسارًا جنوبيًا وجنوبيًا غربيًا لمسافة حوالي 261 كيلومتر (162 ميل) حتى يصب في خليج مانيلا .
يغطي حوض النهر مساحة 10,434 كيلومتر مربع (4,029 ميل2) ،  بما في ذلك حوض الحلفاء لنهر جواغوا . يتم تجفيف الحوض عبر نهر بامبانجا وعبر قناة لابانجان إلى خليج مانيلا.

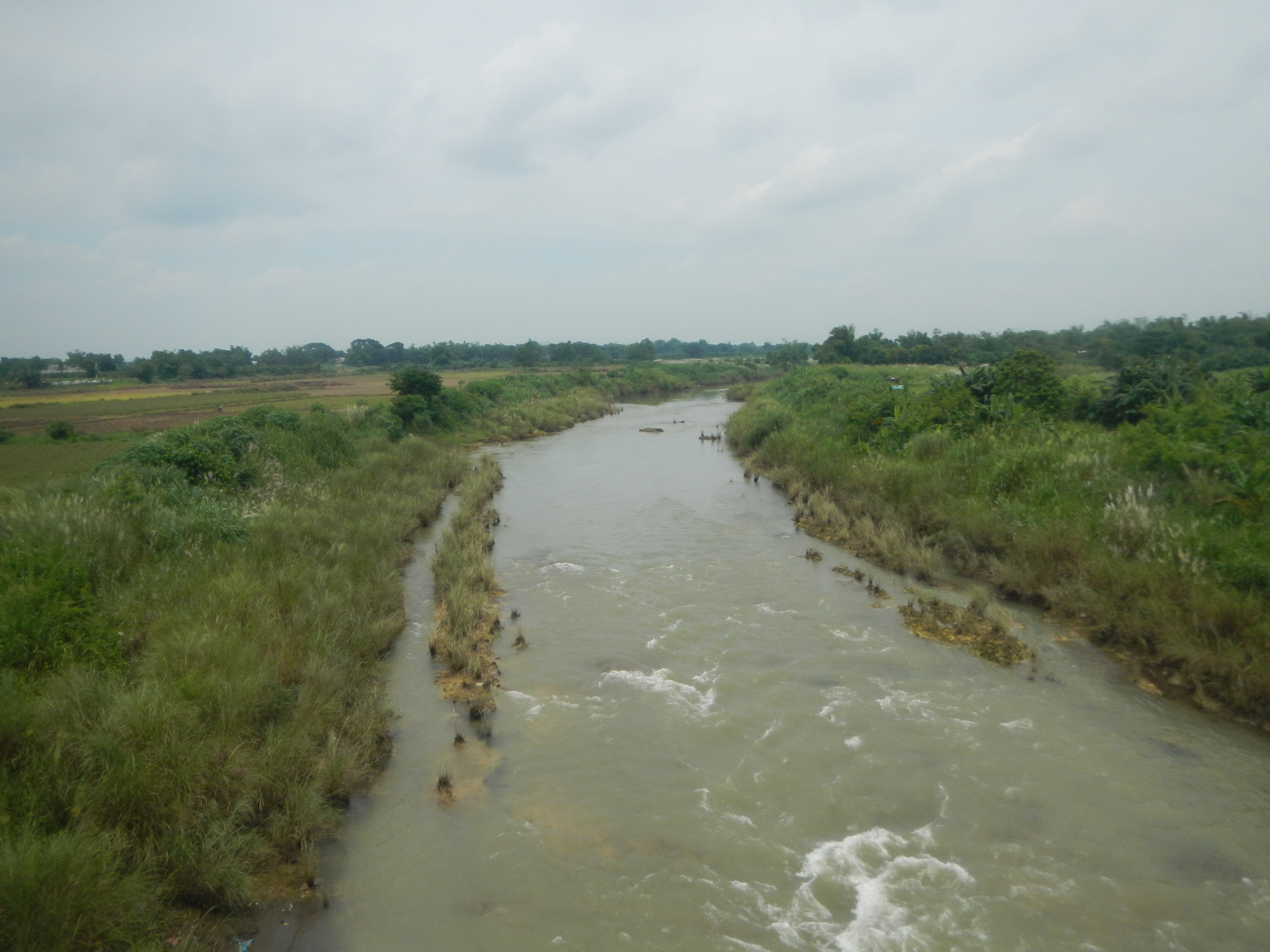
نهر بامبانجا العظيم (منظر من سان ليوناردو ، جسر نويفا إيسيجا)

روافده الرئيسية هي نهر بيناراندا وكورونيل سانتور على الجانب الشرقي من الحوض ونهر ريو شيكو من الجانب الشمالي الغربي. ينضم نهر أنجات إلى نهر بامبانجا في كالومبيت ، بولاكان عبر نهر باجباج . جبل العريات (الارتفاع: 1,026 متر (3,366 قدم) ) يقف في منتصف الحوض.
جنوب شرق جبل Arayat ونهر Pampanga هو Candaba Swamp ، يغطي مساحة تبلغ حوالي 250 كيلومتر مربع (97 ميل2) يمتص معظم تدفق الفيضان من المنحدرات الغربية لجزء من سييرا مادري وتفيض نهر بامبانجا عبر طريق كابياو فيضان . هذه المنطقة مغمورة بالمياه خلال موسم الأمطار ولكنها جافة نسبيًا خلال فصل الصيف.

## الفيضانات
يتعرض الحوض ، في المتوسط ، لفيضان واحد على الأقل في السنة. يحدث موسم الجفاف بشكل عام من ديسمبر إلى مايو ويمطر بقية العام. أكثر الشهور الممطرة هي من يوليو إلى سبتمبر. يمكن أن يتعامل حوض نهر بامبانجا ما بين 100 إلى 130 مليمتر (3.9 إلى 5.1 بوصة) من هطول الأمطار لمدة 24 ساعة.
حدثت فيضانات واسعة النطاق في حوض نهر بامبانجا في يوليو 1962 ومايو 1966 ومايو 1976 وأكتوبر 1993 وأغسطس 2003 وأغسطس 2004 وأواخر سبتمبر - أكتوبر 2009 وأغسطس 2012.
تسببت الفيضانات في سبتمبر 2011 المرتبطة ببدرينغ ( إعصار نيسات) في ابتلع جميع أجزاء بامبانجا والأجزاء الجنوبية من بولاكان.
حدثت فيضانات كارثية للغاية وشديدة بشكل استثنائي في حوض النهر الذي اجتاح مقاطعات لوزون الوسطى بانجاسينان وبامبانجا وبولاكان ونويفا إيسيجا وتارلاك في يوليو وأغسطس 1972. كانت فيضانات عام 1972 واسعة النطاق لدرجة أنها غمرت 14 مقاطعة في جميع أنحاء شمال ووسط لوزون ، بالإضافة إلى مترو مانيلا وجنوب تاغالوغ . التقى حوض نهر بامبانجا وحوض نهر أغنو فوق تارلاك ، مما أدى إلى غمر تلك المقاطعة.

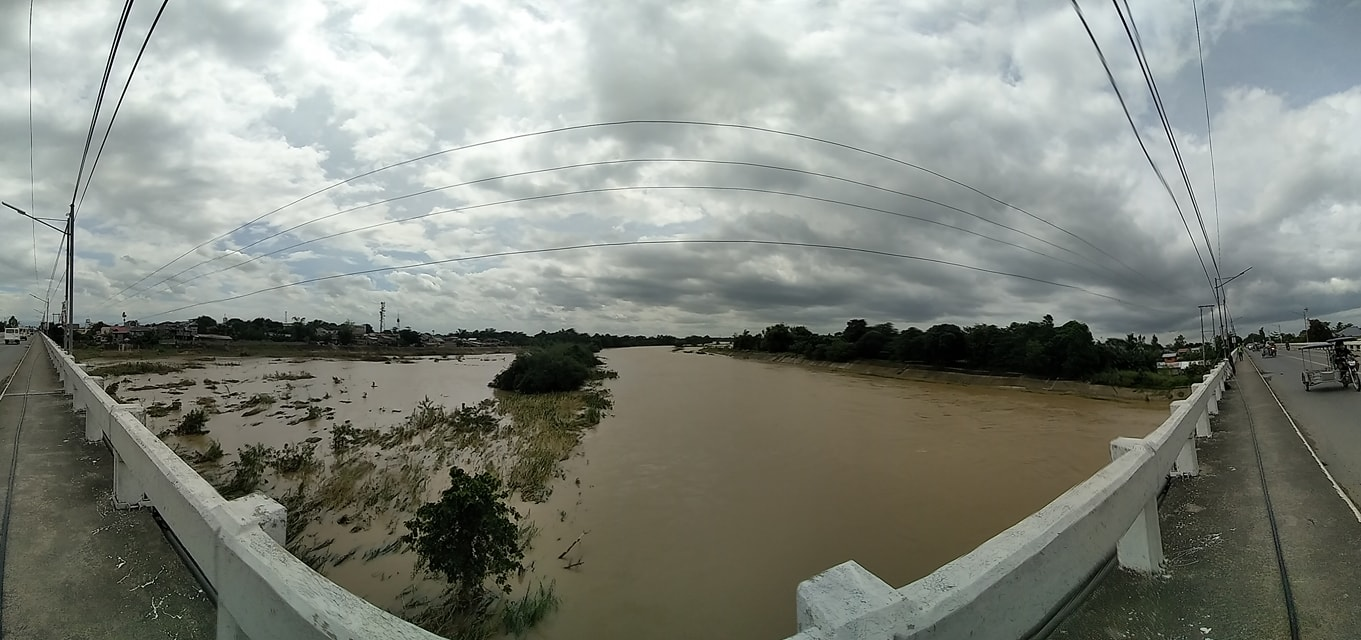
فيضانات السهول الفيضية لنهر بامبانجا بعد إعصار كوينتا ، 2020 (منظر من سانتا روزا ، جسر نويفا إيسيجا)

## الأهمية الاقتصادية
في الأجزاء العليا من الحوض ، توفر السدود - وخاصة سد Pantabangan في Pantabangan ، Nueva Ecija - الري للمزارع في مقاطعة Nueva Ecija .
في الأجزاء السفلية من الحوض ، حيث تقع دلتا بامبانجا ، ينقسم نظام نهر بامبانجا إلى فروع صغيرة ، تتقاطع مع أحواض السمك لتشكيل شبكة من المسطحات والقنوات البطيئة المد والجزر ، والتي تجد طريقها في النهاية إلى خليج مانيلا.
مع الانتهاء المتوقع لمشروع دلتا بامبانجا ( DPWH ) ، من المتوقع أن تتراجع تدفقات الفيضانات في القسم السفلي من نهر بامبانجا بمعدل أسرع بكثير.

## روابط خارجية
- إدارة الخدمات الجوية والجيوفيزيائية والفلكية الفلبينية
- شبكة النهر الدولية

قالب:Principal Rivers of the Philippines